# Javamunia
Javamunia (Lonchura leucogastroides) är en fågel i familjen astrilder inom ordningen tättingar.

## Utseende och läte
Javamunian är en jämnbrun liten fågel med mörkt ansikte och vit buk. Den liknar vitgumpad munia som den överlappar med på södra delen av Sumatra, men skiljer sig på mörk övergump.

## Utbredning och systematik
Fågeln förekommer i Indonesien i låglänta områden på södra Sumatra, Java, Bali och Lombok. Den är även införd till delar av Malaysia och Singapore. Den behandlas som monotypisk, det vill säga att den inte delas in i några underarter.

## Levnadssätt
Javamunian hittas i låglänta fält, våtmarker och ängar. Den ses vanligen i små flockar, i par eller enstaka, men kan beblanda sig i större flockar med andra muniaarter där tillgången på föda är stor.

## Status
Arten har ett stort utbredningsområde och beståndet anses stabilt. Internationella naturvårdsunionen IUCN listar den därför som livskraftig (LC).